# Suore di Santa Marta (Thrissur)
Le Suore di Santa Marta (in inglese Congregation of Sisters of St. Martha) sono un istituto religioso femminile di diritto pontificio del rito siro-malabarico: le suore di questa congregazione pospongono al loro nome la sigla C.S.M.

## Storia
La congregazione fu fondata il 20 aprile 1948 a Ponnukkara da Giovanno Kizhakkudan, sacerdote della diocesi di Trichur, per dare la possibilità di abbracciare la vita religiosa anche alle giovani prive di titolo di studio (le congregazioni già operanti nella regione erano, infatti, dedite all'istruzione e al servizio ospedaliero e richiedevano alle postulanti un buon livello culturale).
Secondo il progetto di Kizhakkudan, le religiose avrebbero dovuto dedicarsi all'apostolato tra i poveri, guadagnandosi da vivere con il lavoro manuale.
Le costituzioni dell'istituto furono approvate nel 1970.

## Attività e diffusione
Le suore si dedicano alla catechesi, alla visita alle famiglie e all'assistenza medica.
Oltre che in India, sono presenti in Italia e negli Stati Uniti d'America; la sede generalizia è a Thrissur.
Alla fine del 2011 la congregazione contava 370 religiose in 38 case.